# Ясляни
Ясляни (пол. Jaślany) — село в Польщі, у гміні Тушув-Народовий Мелецького повіту Підкарпатського воєводства.
Населення — 1163 особи (2011).
У 1975-1998 роках село належало до Ряшівського воєводства.

## Демографія
Демографічна структура станом на 31 березня 2011 року:
|          | Загалом | Допрацездатний вік | Працездатний вік | Постпрацездатний вік |
| -------- | ------- | ------------------ | ---------------- | -------------------- |
| Чоловіки | 584     | 136                | 387              | 61                   |
| Жінки    | 579     | 112                | 347              | 120                  |
| Разом    | 1163    | 248                | 734              | 181                  |